# Poul Nielson

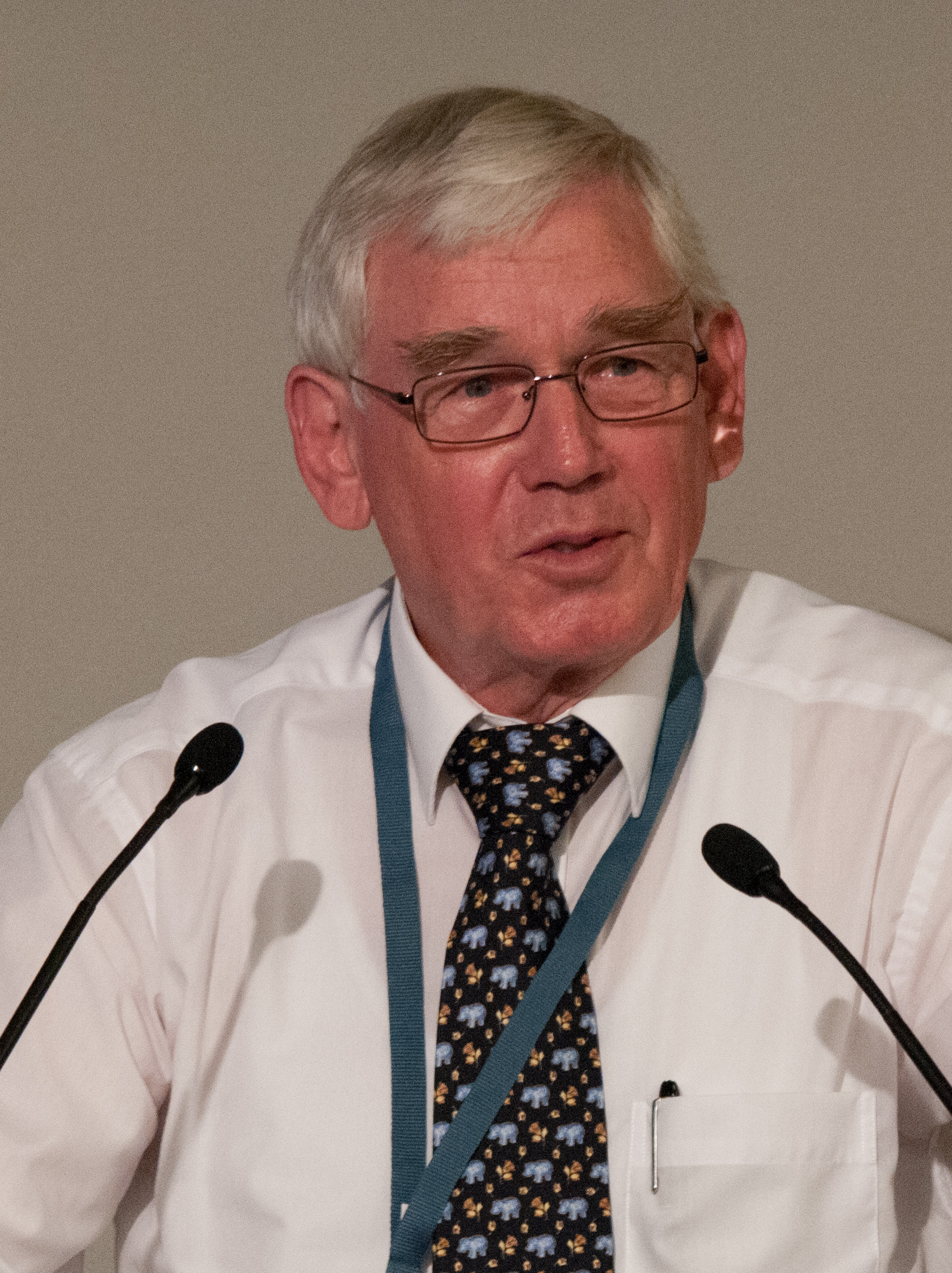
Poul Nielson, 2016

Poul Nielson [ˈpɔu̯l ˈnɪlsn̩] (* 11. April 1943 in Kopenhagen) ist ein dänischer Politiker und ehemaliger EU-Kommissar.
Nielson wuchs in Kopenhagen auf und machte 1972 seinen Abschluss in Politikwissenschaft an der Universität Århus. Seit seinem Studium war er für die dänischen Sozialdemokraten tätig. Unter anderem war er Mitglied des dänischen Parlaments, UN-Botschafter seines Landes und von 1979 bis 1982 dänischer Energieminister sowie 1994 bis 1999 Entwicklungsminister.
Von September 1999 bis November 2004 war er Europäischer Kommissar für Entwicklung und humanitäre Hilfe in der Kommission Prodi.
Nielson ist verheiratet und hat drei Kinder.